# Медицина
Медицина (лат. ars medicina — „уметност лечења“) бави се дијагностиком, превентивом и терапијом физичке и психичке болести човека. Медицина означава и науку болести и практичну примену. Реч медицина је изведена из латинске речи ars medicina, са значењем уметност лечења. Медицина обухвата разноврсне активности здравствене заштите којима се одржава и обнавља здравље путем превенције и третмана болести.
Савремена медицина примењује биомедицинске науке, биомедицинска истраживања, као и генетичку и медицинску технологију да дијагнозира, третира, и спречи повреде и болести, типично фармацеутским или хируршким путем, али и путем низа разноврсних терапија као што су психотерапија, ортопедска средства, простетика, биолошки медицински производи, и јонизациона радијација, између осталог.
Медицина је постојала хиљадама година, и током највећег дела тог периода она је сматрана уметношћу (облашћу вештине и знања) која је фреквентно била повезана са религиозним и филозофским гледиштима локалне културе. На пример, врач би примењивао лековите биљке и изрицао молитве за оздрављење, или антички филозоф и лекар би применио испуштање крви сагласно са теоријама хуморализма. У недавним вековима, од времена напретка науке, највећи део медицине је постао комбинација уметности и науке (фундаменталне и примењене, под окриљем медицинске науке). Док су технике хируршког зашивања занат који се учи путем праксе, познавање тога што се догађа на ћелијском и молекулском нивоу у ткивима која се зашивају проистиче из науке.
Претходници научне форме медицине су у данашње време познати као традиционална или народна медицина. Она се и даље користи заједно или уместо научне медицине, и стога се назива алтернативном медицином. На пример, евиденција о ефективности акупунктуре је „варијабилна и неконзистентна“ за било које обољење, али је генерално безбедна кад је изводи адекватно образована особа. У контрасту с тим, третмани изван опсега безбедности и ефикасности се називају надрилекарством.

## Историја медицине
Праисторијска медицина везана је за биљке, делове животиња и минерала. У многим случајевима ови материјали су ритуално коришћени као магичне супстанце од стране свештеника, шамана, или људи који су лечили. Добро познати духовни системи укључују анимизам (појам неживе ствари имају духови), спиритуализам (апел боговима или општење са духовима предака), шаманизам (стицања од појединца са мистичним моћима) и гатање (магично добијање истине). Области медицинске антропологије испитују начине на које се култура и друштво организовало око, или утицало на питања здравља, здравствене заштите и сродна питања.
Ране податке о медицини добијамо од древних Египћана, вавилонских медицинара, Аиурведска медицинара (у Индијском потконтиненту), из класичне кинеске медицине (претходница данашње модерне традиционалне кинеске медицине), као и из древне грчке и римске медицине. Египатски Имхотеп (3. миленијум пре нове ере) је први лекар у историји познат по имену. Најраније податке о посвећеним болницама долазе из Михинтале у Шри Ланки, где се налазе докази од просвећеним лековитим дејствима на пацијенте. Индијски хирург Сушрута описао бројне хируршке операције, укључујући најраније облике пластичне хирургије.
У Кини, археолошка евиденција примене медицине код Кинеза датира до династије Шанг из бронзаног доба, судећи по хербалистичком семену и алатима за које се сматра да су кориштени за операције. Хуангди Неијинг, претеча кинеске медицине, је медицински текст који је написан почетком 2. века п. н. е. и сакупљен у 3. веку.
У Индији, хирург Сусхрута је описао бројне операције, укључујући најраније форме пластичне хирургије. Најранији записи о наменским болницама потичу из Михинтале у Шри Ланки, где су нађени докази о објектима за медицински третман пацијената.
Грчки лекар Хипократ (око 460. п. н. е. - cca. 370. п. н.е.), се сматра оцем западне медицине. Он је поставио темеље за рационалан приступ медицини. Хипократ је увео Хипократову заклетву за лекаре, који је још увек релевантна и данас у употреби и био је први који категоризује болести као акутне, хроничне, ендемичне и епидемијалне и користи термине као што су, "погоршање, рецидив, резолуције, криза, пароксизма, врхунац, и опоравак." Грчки лекар Гален је такође био један од највећих хирурга античког света и извео је многе озбиљне операције, укључујући и операције мозга и очију. Након пада Западног римског царства и почетка раног средњег века, грчка традиција медицине пропада у западној Европи, мада се и даље непрекидно развија у Источном Римском (Византијском) царству.
После 750. године муслимански и арапски свет су дела Хипократа, Галена и Сушрута превели на арапски и исламски језик и лекари су започели бављење неким значајним медицинским истраживањима. Међу познатим исламским медицинарима налазе се људи вишестраног знања, Авицена, који је, заједно са Имотепом и Хипократом, такође назван „оцем медицине“. Он је писао Канон медицине, који се сматра једном од најпознатијих књига у свету. Други су Абулкасис, Авензоар, Ибн ал - Нафис и Аверос. Разес је био један од првих који је одговорио на питање грчке теорије хуморисма, која је ипак остала утицајна и у средњовековној Западној и средњовековној исламској медицини. Исламске Бимаристан болнице су рани пример државних болница.
У модерно доба почињу у медицини да се појављују важни људи попут Габријеле Фалопија и Вилијама Харвија. Андреас Везалијус је био аутор једне од најутицајнијих књига о анатомији. Француски хирург Амброаз Паре се сматра једним од опева хирургије. Бактерије и микроорганизми први пут је под микроскопом посматрао Антони ван Левенхук 1676. што је представљало важно достигнуће у области микробиологије, енглески лекар Вилијам Харви описао крвоток. Херман Боерхев се понекад назива „оцем физиологије“ због примерне наставе у Лајдену и уџбеника „Institutiones Medicae“ (1708). Пјер Фаухард је назван оцем модерне стоматологије.
Модерном добу почиње са открићем Едварда Џенера који је открио вакцину против великих богиња крајем 18. века, открићем Роберта Коха о преносу болести путем бактерија и откривањем антибиотика.
После модерног доба долази све више револуционарних истраживача из Европе. Из Немачке и Аустрије долазе Рудолф Вирхов, Вилхелм Рендген, Карл Ландстеинер и Ото Леви. Из Велике Британије долазе Александер Флеминг, Џозеф Листер, Франсис Крик и Флоренс Најтингејл. Шпански доктор Сантијаго Рамон и Кахал сматра се оцем модерне неуронауке. Са Новог Зеланда и из Аустралије долазе Морис Вилкинс, Ховард Флореј и Франк Бурнет. Американци, Вилијам Вилијамс Кин, Харви Вилијамс Кашинг, Вилијам Бредли Колеј, Џејмс Вотсон, Италијан Салвадор Лурија, швајцарац Александар Ијерзин, Јапанац Китасато Шибасабуро и Французи Жан-Мартен Шарко, Клод Бернар и Пол Брока такође су учинили значајна дела. Такође су значајни и радови Николаја Короткова и Вилијама Ослера.
Како су се наука и технологија развијале, медицина се све више ослањала на лекове. До краја 18. века нису се само биљке и животињски делови тела користили као лекови, већ и делови људског тела и течности. Фармација је и даље већину лекова изводила из биљака. Вакцине су открили Едвард Џенер и Луј Пастер.
Први антибиотик салварсан открио је Паул Ерлих.

## Клиничка пракса
У клиничкој пракси лекар испитује пацијента како би извео дијагнозу, одредио превенцију или лечење болести. Однос лекар и пацијента најпре започиње проверавањем медицинске историје и картона пацијента, томе следи интервју пацијента и физички преглед. Након прегледа лекар одлучује да ли ће се радити биопсија, медицински тестови или ће прописати лек односно терапију пацијенту. Правилно информисање пацијента о чињеницама је важно за развој поверења.
Компоненте медицинског интервјуа су:
- изношење симптома - разлог медицинске посете
- историја болести - хронолошки поређани симптоми са њиховим објашњењем
- активност пацијента
- лекови које пацијент користи - важно је изнети и алергије
- провера ранијих здравствених проблема
- социјална историја - подаци о навикама, исхрани, алкохолу, лековима итд.
- породична историја - списак болести које су се појављивале у породици
- питања лекара о стању пацијента

Током физичког прегледа пацијента доктор проверава симптоме чулом додира, вида, слуха или мириса. Постоје четири акције које се користе током овог прегледа: инспекција, палпација (додир), удараљке и аускултације.
Клинички преглед подразумева проучавање:
- Виталне знаке, укључујући висину, тежину, телесну температуру, крвни притисак, пулс, дисање стопа, засићења хемоглобина кисеоником
- Општи изглед пацијента и специфичне индикаторе болести (ухрањености, присуство жутице, бледило)
- Кожа
- Глава, око, ухо, нос и грло
- Кардиоваскуларни систем (срце и крвни судови)
- Респираторни систем (дисајни путеви и плућа)
- Абдомен и ректум
- Гениталије (и трудноћа уколико је пацијент у другом стању, или може бити у другом стању)
- Мишићно-скелетни систем (укључујући кичму и екстремитете)
- Неуролошки систем (свест, мозак, вид, кранијалних нерава, кичмене мождине и периферних нерава)
- Психијатријска провера (оријентација, ментално стање, доказ о абнормалним опажањима или мислима)

Лабораторијске анализи се могу тражити уколико је потребно. Медицинска одлучивања представљају анализу резултата и постављања дијагнозе заједно са идејом шта би се могло предузети по питању лечења. Може се користити од стране примарне здравствене заштите, као и од специјалиста и може се поставити у року од неколико минута, али може и потрајати у зависности од тога да ли је пацијент хоспитализован и које су анализе потребне да се изврше.

## Институције
Савремена медицина се генерално спроводи у оквиру система здравствене заштите. Финансирана је од стране појединих влада и понекад потпомогнута од стране других организација. Напредним индустријским земљама (са изузетком САД) и многе земље у развоју пружају медицинске услуге кроз систем универзалне здравствене заштите, чији је циљ да гарантују заштиту за све преко једног обвезника система здравствене заштите или преко задруге здравственог осигурања. Намера је да се обезбеди да целокупно становништво има приступ здравственој нези на основу потреба, а не способност да се плати. Испорука може бити путем приватне лекарске праксе или од стране државних болница и клиника, или добротворних организација.
Већина племенских друштава, а и неке комунистичке земље (Кина) и САД не пружају здравствену заштиту свим становницима у целини већ само онима који за то могу да плате, или су га сами осигурани (било директно или као део уговора о раду) или који могу бити покривени од стране финансирајуће владе или племена директно.
Транспарентност информација је још један фактор који дефинише систем за испоруку. Приступ информацијама о условима, лечење, квалитет и цене у великој мери утиче на избор за пацијенте/потрошаче и самим тим подстицајима медицинских стручњака.

## Испорука
Пружање здравствене заштите је класификовано у примарне, секундарне и терцијарне заштитне категорије.
Примарне здравствене заштитне медицинске услуге пружају лекари, асистенти, медицинске сестре, практиканти или други здравствени радници који имају први контакт са пацијентом који тражи медицинско лечење или негу. Дешавају се у канцеларијама доктора, клинике, у домовима, школама, кућним посетама и другим местима близу пацијената. Око 90% медицинске посете може да се лечи од запосленика примарне здравствене заштите. То укључује лечење акутних и хроничних болести, превентивне заштите и здравственог образовања за све узрасте и оба пола.
Секундарну медицинску негу пружају медицински специјалисти у њиховим канцеларијама или на клиникама или у локалним заједницама болнице за пацијента које је запосленик примарне здравствене заштите упутио на даље лечење. Препоруке су за оне пацијенте који захтева стручност и процедуре које обављају стручњаци. Ово укључује и амбулантна нега болничких служби, интензивна нега, услуге хирургије, физикална терапија, радне снаге и испоруке, ендоскопија, лабораторија и медицинске услуге итд.
Терцијарне заштитне медицинске услуге пружају специјалисти у болницама или регионалним центрима који су опремљени дијагностичким постројењима за третмане који нису доступни у локалним болницама. Ово укључује траума центре, центри за лечење опекотина, напредне услуге неонатологије, трансплантација органа, одржавање трудноће високог ризика, онкологија зрачења итд.

## Задаци и подела медицине
Задаци савремене медицине су:
1. лечити и сузбијати болести — куративна медицина
2. омогућити болесницима повратак у нормалан живот
3. спречити појаву болести — превентивна медицина
4. побољшати здравље здравих особа

Иако је постизање тих циљева повезано, ипак можемо направити начелну подјелу на куративну и превентивну медицину.
Медицина се може подијелити и на теоријску и практичну, или на специјалности (струке). Теоријске струке су анатомија, физиологија, фармакологија итд. Практичне струке се баве или болестима појединих дијелова тијела (офталмологија, урологија, оториноларингологија), или одређеним врстама пацијената (педијатрија, гинекологија), врстама болести (онкологија, инфектологија), или врстама терапијских поступака (хирургија).
Дио практичне медицине који се врши уз непосредну присутност пацијента назива се клиничка медицина (грч. клине — постеља). Њене су главне гране: дијагностика (препознавање), терапија (лијечење) и прогностика (предвиђање даљег развоја болести).
Социјална медицина се бави здравственим проблемима групе, односом појединца и групе, утицају друштвених фактора на болест и приступачношћу медицинских спознаја те настоји одстранити штетне облике друштвеног живота.
Систем медицинских спознаја који се учи на високим школама, првенствено Европе и Америке, назива се службена медицина (научна или школска). Она је, барем у својим битним дијеловима, универзална и међународна.

## Основне науке
Медицина је примењена биолошка наука која се бави проучавањем и лечењем живих организама. Реч медицина потиче од латинског и значи лек (ремедиум). Употребљава се и израз ars medica као уметност лечења. Укратко речено, медицина се бави здрављем и болешћу живих организама.
- Анатомија је наука која за циљ има изучавање структуре и организацију живих организама.[48][49]
- Биохемија (Медицинска биохемија и Клиничка биохемија и лабораторијска медицина) представља мост између биологије и хемије, проучава како комплексне хемијске реакције стварају живот.
- Биомеханика истражује структуре и функције биолошких система помоћу метода механике.
- Биостатистика је примена статистике биолошких поља у најширем смислу. Познавање биостатистике је од суштинског значаја у планирању, евалуацији и тумачењу медицинских истраживања. Такође је фундаментална за епидемиологију.
- Биофизика је интердисциплинарна наука која користи методе физике и физичке хемије за проучавање биолошких система.
- Ветеринарска медицина је грана медицине која се бави превенцијом, дијагностиком и лијечењем болести, поремећаја и повреда животиња.
- Ембриологија је студија раног развоја организама.
- Ендокринологија је наука о хормонима и њиховом утицају у целом телу човека.
- Епидемиологија је наука о демографији болести и укључује, али није ограничена на, проучавање епидемија.
- Генетика (хумана генетика) је проучавање гена и њихове улоге у биолошком наслеђу.
- Имунологија (имунохематологија[50]) је наука која проучава имунолошки систем, који укључује урођени и адаптивни имунски систем код људи.
- Медицинска физика је наука која проучава примене принципа физике у медицини.
- Медицинска хемија или фармацеутска хемија је дисциплина која обухвата дизајн, синтезу и развој фармацеутских лекова.
- Микробиологија (Медицинска микробиологија) се бави проучавањем микроорганизама, укључујући и протозое, бактерије, гљивице и вирусе.
- Молекуларна биологија је изучавање молекуларне основе процеса репликације, транскрипције и транслације генетског материјала.
- Неуронаука укључује оне дисциплине науке које се односе на проучавање нервног система. Главни фокус неуронауке је биологија и физиологија људског мозга и кичмене мождине. Повезана је са клиничким специјалностима попут неурологије, неурохирургије и психијатрије.
- Наука о исхрани (теоријски фокус) и дијететици (практични фокус) представљају проучавање односа хране и пића на здравље и болести, нарочито при одређивању оптималне исхране. Терапију медицинске исхране преписују дијететичари за разне болести попут дијабетеса, кардиоваскуларних болести, проблема у тежини и у поремећају исхране, алергије и неухрањености.
- Патологија (Патолошка физиологија) као наука проучава болести - њихове изазиваче, напредовање болести и решавање истих.
- Радиобиологија је проучавање интеракција између јонизујућих зрачења и живих организама.
- Токсикологија је наука која се бави истраживањем опасних ефеката лекова и отрова на организам.
- Фармакологија је грана фармације која проучава лекове и њихово деловање.
- Фотобиологија је наука која се бави проучавањем интеракција између нејонизујућег зрачења и живих организама.
- Физиологија је наука која проучава нормално функционисање тела и основне регулаторне механизме.[51]
- Хигијена и екологија
- Хистологија се бави проучавањем структура биолошких ткива под утицајем светлости микроскопије, електронске микроскопије и имунохистохемије.[52]
- Цитологија се бави микроскопским изучавањем појединачних ћелија.

## Медицина као специјалност
Скоро свака од ових грана има своје субспецијалности које се баве искључиво само одређеним проблемима дотичне гране медицине. Ова је подела подложна даљој промени и усавршавањима, што најчешће зависи од развоја медицине током времена.
Специјалистичке гране медицине су:
- Анестезиологија
- Ваздухопловна медицина
- Геријатрија
- Гинекологија и акушерство
- Дерматовенерологија са субспецијализацијама:
  - Општа дерматологија
  - Венерологија
  - Дерматолошка онкологија
  - Козметологија
  - Флебологија
- Епидемиологија
- Интерна медицина са субспецијалностима:
  - Ангиологија
  - Гастроентерологија
  - Геријатрија
  - Ендокринологија и дијабетологија
  - Интернистичка онкологија
  - Кардиологија
  - Нефрологија
  - Пулмологија/пнеумофтизиологија/Пнеумологија/Респирологија
  - Реуматологија
  - Хематологија и онкологија
  - Хепатологија
- Инфектологија
- Јавно здравство
- Космичка медицина
- Максилофацијална хирургија
- Медицина спавања
- Медицина спорта
- Медицина рада
- Медицинска статистика
- Медицинска информатика
- Неурохирургија
- Неурологија
- Нуклеарна медицина
- Офталмологија
- Онкологија и радиотерапија
- Оториноларингологија
- ОРЛ
- Педијатрија
  - Дечја хематологија и онкологија
  - Дечја ендокринологија и дијабетологија
  - Дечја кардиологија
  - Дечја пулмологија
  - Дечја нефрологија
  - Дечја реуматологија
  - Дечја гастроентерологија
  - Дечја ортопедија
  - Неонатологија
  - Неуропедијатрија
- Породична медицина
- Психијатрија
- Палијативна медицина
- Радиологија
- Социјална медицина
- Спортска медицина
- Стоматологија
- Судска медицина
- Трансфузиологија
- Тропска медицина
- Ултрасонографија
- Ургентна медицина
- Урологија
- Фармакологија
  - Фармакологија и токсикологија
  - Клиничка фармакологија
- Фармација
- Физијатрија
- Физикална медицина и рехабилитација
- Хипербарична медицина
- Хирургија са субспецијалностима:
  - Абдоминална хирургија
  - Васкуларна хирургија
  - Висцерална хирургија
  - Дечја хирургија
  - Кардијална хирургија
  - Максилофацијална хирургија
  - Неурохирургија
  - Општа хирургија
  - Ортопедија
  - Орална хирургија
  - Пластична хирургија
  - Ратна хирургија
  - Спинална хирургија
  - Торакална хирургија
  - Урологија
  - Хирургија срца

Обука у интерној медицини, за разлику од хируршке обуке, разликује се широм света. У Америци потребне су три године специјализације после школе медицине. У просеку у САД, доктори интерне медицине раде око 60 сати недељно, док у Великој Британији по закону сада раде око 48 сати недељно.
Постоји и подела на:
- Хируршке гране медицине, (хирургија, оториноларингологија, офталмологија, урологија итд).
- Гране конзервативне медицине, (интерна медицина, неурологија, психијатрија, дерматологија итд.)